# Liverpool (Illinois)
Liverpool es una villa ubicada en el condado de Fulton en el estado estadounidense de Illinois. En el Censo de 2010 tenía una población de 129 habitantes y una densidad poblacional de 585,97 personas por km².

## Geografía
Liverpool se encuentra ubicada en las coordenadas 40°23′24″N 90°0′7″O / 40.39000, -90.00194. Según la Oficina del Censo de los Estados Unidos, Liverpool tiene una superficie total de 0.22 km², de la cual 0.22 km² corresponden a tierra firme y (1.18%) 0 km² es agua.

## Demografía
Según el censo de 2010, había 129 personas residiendo en Liverpool. La densidad de población era de 585,97 hab./km². De los 129 habitantes, Liverpool estaba compuesto por el 98.45% blancos, el 0% eran afroamericanos, el 0.78% eran amerindios, el 0% eran asiáticos, el 0% eran isleños del Pacífico, el 0% eran de otras razas y el 0.78% pertenecían a dos o más razas. Del total de la población el 0% eran hispanos o latinos de cualquier raza.